# Бакшиш

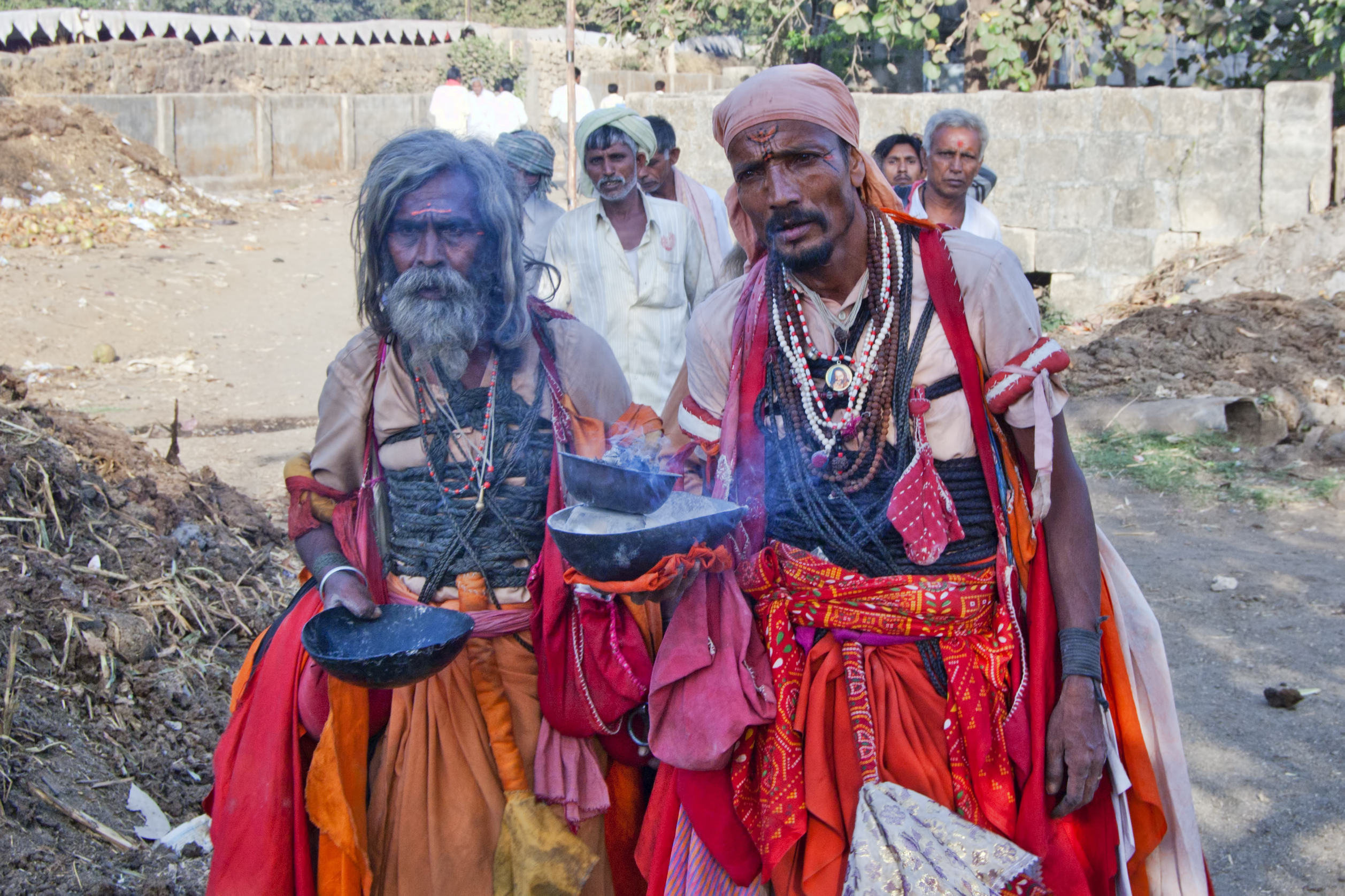
Просящие бакшиш. Джунагадх, Гуджарат, Индия, 2010

Бакши́ш  (перс. بخشش‎; bakhshīsh; от bakhshīdan — давать) — чаевые, пожертвование, а также разновидность некоторых форм коррупции и взяточничества на  Ближнем Востоке и в Южной Азии. Согласно язвительному определению, которое дал этому явлению автор работ по археологии Лео Дойель, это «щедрые вознаграждения и взятки, грубо требуемые и любезно принимаемые местными жителями в обмен на незначительные либо вовсе не оказанные услуги».

## Разновидности
- Благотворительность, пожертвование в пользу нищих. В Пакистане и Индии нищие просят милостыню, крича «бакшиш, баба!»[4].
- Чаевые. В этой форме не вполне соотносится с европейской системой выплаты чаевых, поскольку вручение бакшиша также подразумевает выражение благодарности, уважения и почитания. Уличный артист, к примеру, факир, который обращается за бакшишем, не считает себя попрошайкой.  В Пакистане зачастую дающий милостыню благодарит нищего за то, что тот дал ему возможность сделать это. В Египте и Сирии бакшиш часто просят сверх обычного тарифа водители такси, а как плату за хорошее обслуживание — официанты, швейцары, лавочники, сотрудники автостоянок и многие другие работники, занятые в сфере услуг. Многие инструкции для туристов, упоминая данное явление, дают строгие рекомендации не платить бакшиш ни при каких условиях[5][нет в источнике].
- Пожертвование божеству также может рассматриваться как бакшиш.
- Взяточничество. Например, полицейский может устраниться от задержания кого-либо, попросив и получив соответствующее вознаграждение.

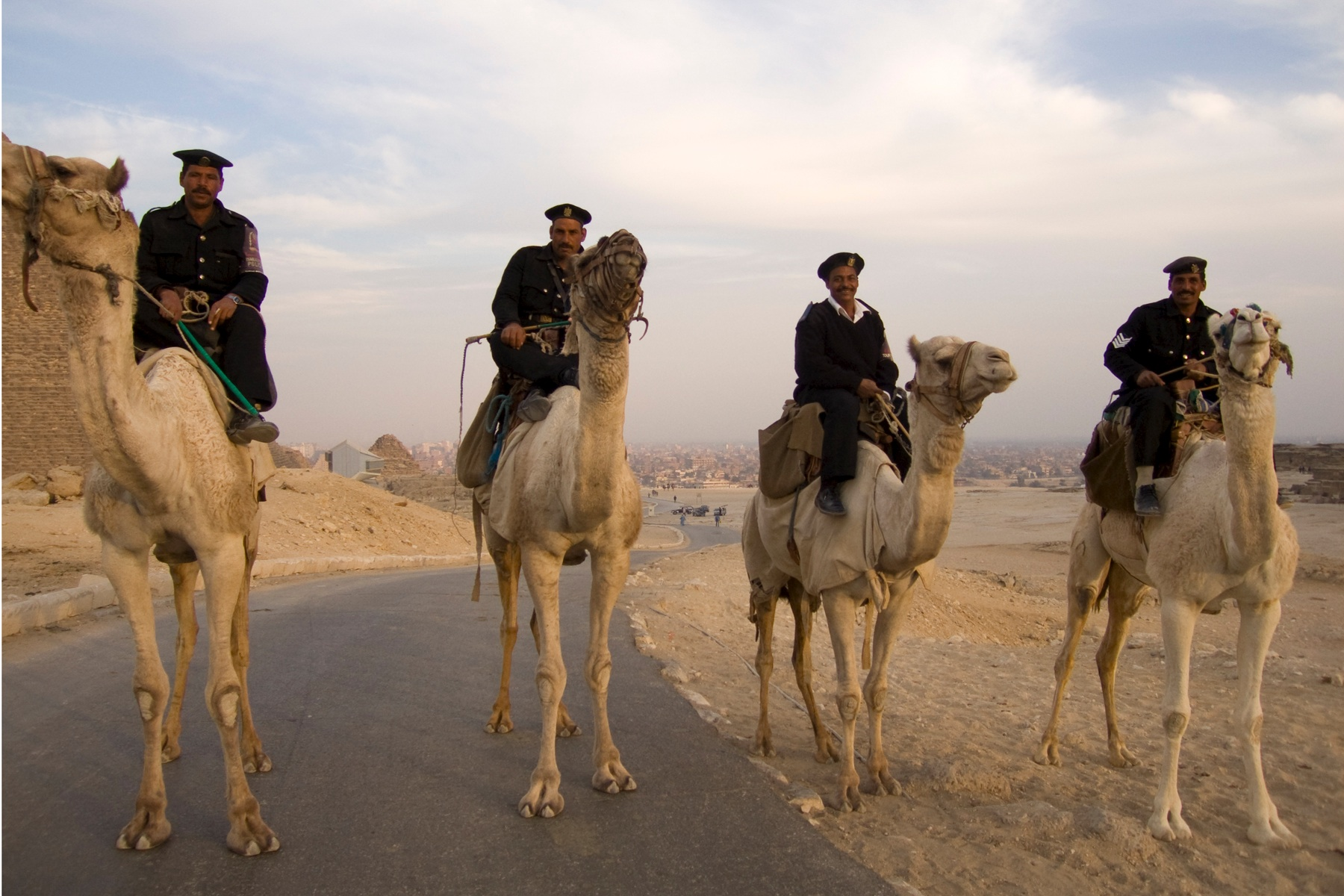
Полицейские на верблюдах позволяют себя сфотографировать за вознаграждение. Гиза, Египет, 2008

## Распространение термина
Данная терминология распространилась и на запад от места своего зарождения. В албанском, сербском, болгарском, румынском, македонском и турецком языках бакшиш означает «чаевые» в обычном европейском смысле. В греческом — μπαξίσι (baksisi) может означать обычный подарок. В немецком и французском bakschisch означает небольшую взятку. В украинской истории бакшиш упоминается как подарки чиновникам в литературе о казачестве.
Когда американский исследователь мифологии Джозеф Кэмпбелл совершал свой первый визит в Индию в 1954 году, то столкнулся с широко распространённым попрошайничеством, которое назвал «комплексом бакшиша».
Марк Твен, посетив в 1867 году библейский город Магдалу, упоминает о своей встрече с нищими и использует термин bucksheesh в своём дорожном очерке «Простаки за границей, или Путь новых паломников»:

Они цеплялись за хвосты лошадей, повисали на гривах, на стременах, презирая опасность, лезли под самые копыта, и дикий языческий хор оглушительно вопил: «Какпоживай, бакшиш! Какпоживай, бакшиш! Какпоживай, бакшиш! бакшиш! бакшиш!» Никогда ещё на меня не обрушивалась такая буря.— Марк Твен. Простаки за границей